# Edmond Delépine
Edmond Delépine est un footballeur français né le 21 juillet 1921 à Trith-Saint-Léger dans le Nord et mort le 30 avril 1998 dans la même ville. Il était défenseur.
Il a joué en faveur de l'US Valenciennes, puis du SC Toulon, avant de finir sa carrière au SO Montpellier.